# Charles Escot
Charles Escot né le 16 avril 1834 à Gaillac où il est mort le 5 mai 1902 est un peintre français.

## Biographie
Charles Bernard Escot est le fils de Charles Auguste Escot, ferblantier, et de Cécile Ferran.
Il a pour maître le peintre C. Prévost, et expose au Salon de 1869 à 1894.
Il tient son atelier à Toulouse, puis revient dans sa ville natale.
Il meurt à son domicile le 5 mai 1902.

## Œuvres
- Portrait d'Adèle de Rothschild, pastel sur papier, musée des Beaux-Arts de Gaillac.
- Portrait de Rose Caussé Gondrand, pastel sur papier marouflé sur toile, musée des Beaux-Arts de Gaillac.
- Portrait de M. FEREOL ROUDAT, pastel sur toile (1877), Collection Privée Paris.
- Portrait de femme, pastel, Collection Privée Thomas Meerman (Paris, France).

Œuvres de Charles Escot
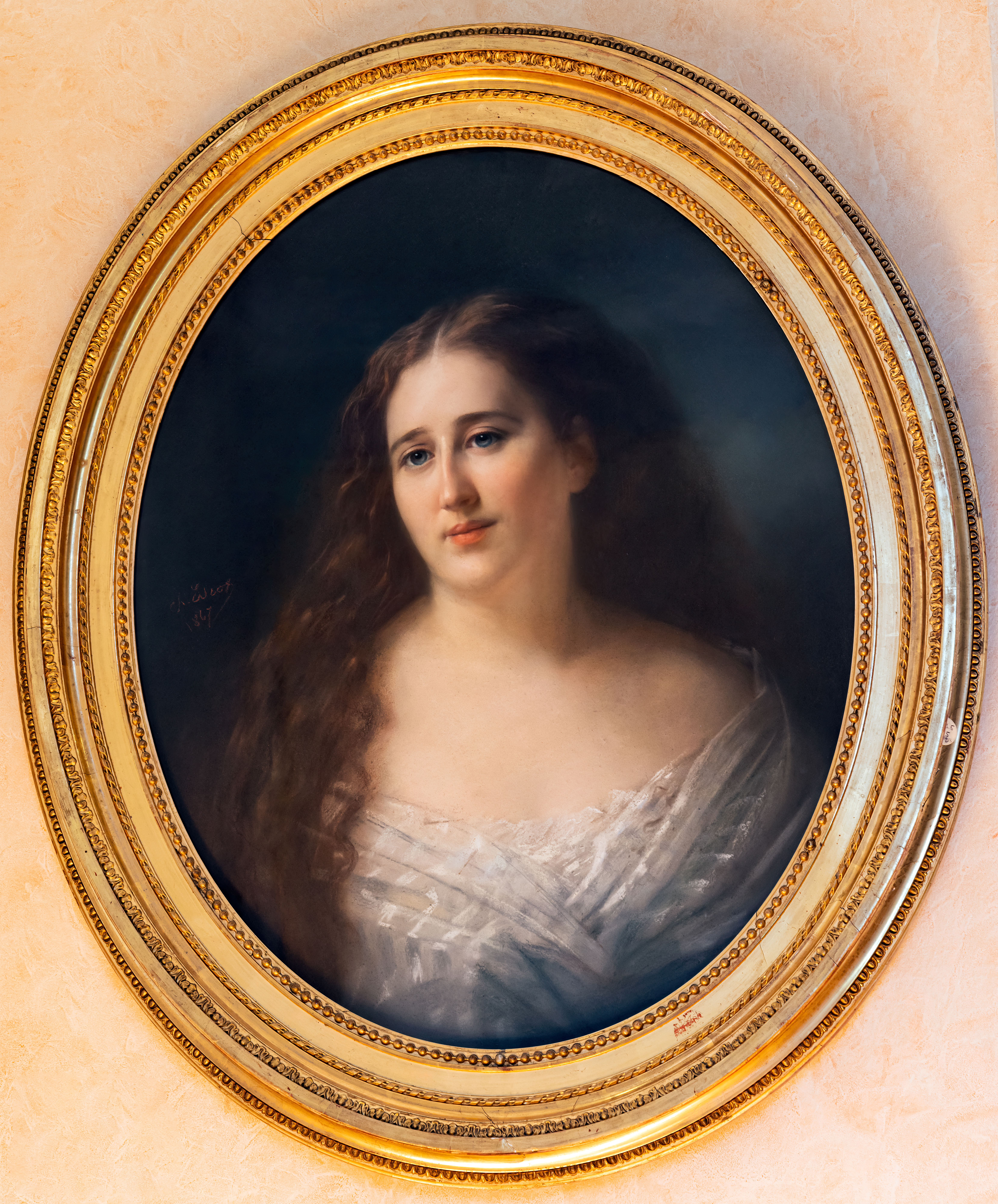
Portrait d'Adèle de Rothschild, pastel, musée des Beaux-Arts de Gaillac.
Portrait de Rose Caussé Gondrand, pastel, musée des Beaux-Arts de Gaillac.
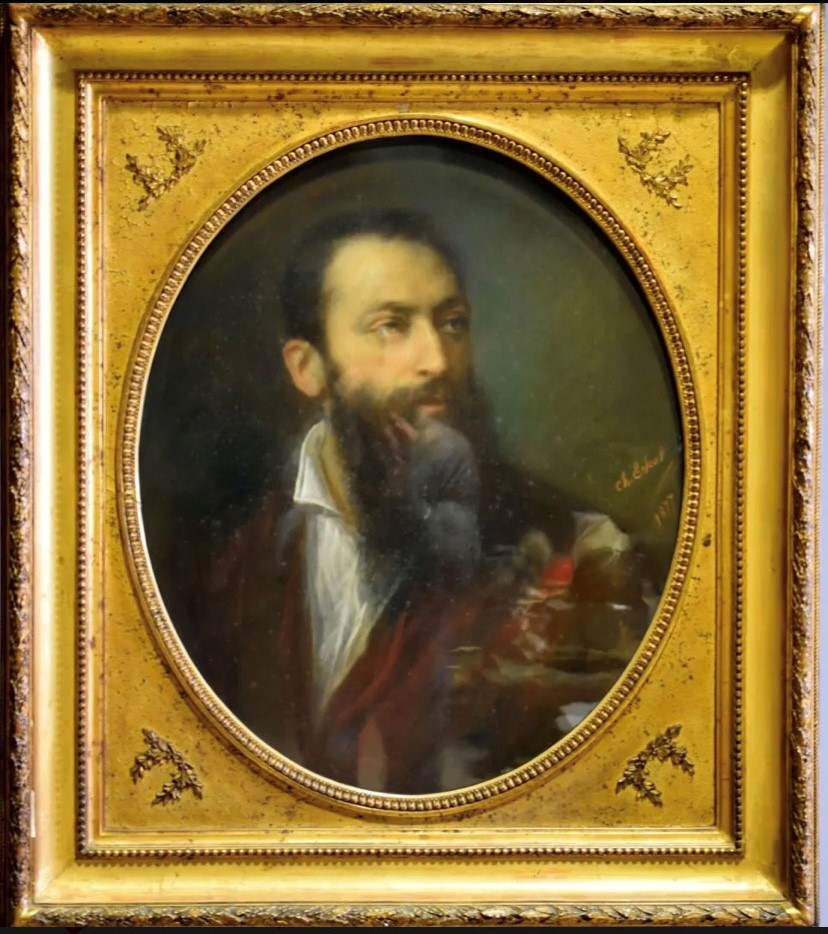
Portrait de M. FEREOL ROUDAT, pastel sur sur toile (1877), Collection Privée